# غابرييل مويا
غابرييل مويا (بالإسبانية: Gabriel Moya)‏ هو لاعب كرة قدم إسباني في مركز الهجوم، ولد في 20 مارس 1966 في ألكالا دي إيناريس في إسبانيا. شارك مع منتخب إسبانيا لكرة القدم. أما مع النوادي، فقد لعب مع أتلتيكو مدريد وريال بلد الوليد وريال مايوركا ونادي إشبيلية ونادي فالنسيا.

## وصلات خارجية
- غابرييل مويا على موقع قاعدة بيانات كرة القدم.إي يو (الإنجليزية)
- غابرييل مويا على موقع ناشيونال فوتبول تيمز (الإنجليزية)